# Scopula shiskensis
Scopula shiskensis är en fjärilsart som beskrevs av Matsumura 1925. Scopula shiskensis ingår i släktet Scopula och familjen mätare. Inga underarter finns listade.